# Montpezat-sous-Bauzon (tổng)
Tổng Montpezat-sous-Bauzon là một tổng của Pháp nằm ở tỉnh Ardèche trong vùng Rhône-Alpes.
Tổng này được tổ chức xung quanh Montpezat-sous-Bauzon ở quận Largentière. Độ cao biến thiên từ 430 m (Montpezat-sous-Bauzon) đến 1 602 m (Le Béage) với độ cao trung bình là 1 013 m.

## Hành chính
| Giai đoạn   | Ủy viên         | Đảng | Tư cách                              |
| ----------- | --------------- | ---- | ------------------------------------ |
| 1992-2004   | Marcel Gardès   | RPR  |                                      |
| depuis 2004 | Eric Lespinasse | UMP  | Thị trưởng Saint-Cirgues-en-Montagne |

Sources: 

## Các đơn vị hành chính
Le canton de Montpezat-sous-Bauzon bao gồm 7 xã với dân số 1 769 người (điều tra năm 1999, dân số không tính trùng).
| Xã                        | Dân số | Mã bưu chính | Mã insee |
| ------------------------- | ------ | ------------ | -------- |
| Le Béage                  | 337    | 07630        | 07026    |
| Cros-de-Géorand           | 205    | 07630        | 07075    |
| Mazan-l'Abbaye            | 163    | 07510        | 07154    |
| Montpezat-sous-Bauzon     | 634    | 07560        | 07161    |
| Le Roux                   | 43     | 07560        | 07200    |
| Saint-Cirgues-en-Montagne | 285    | 07510        | 07224    |
| Usclades-et-Rieutord      | 102    | 07510        | 07326    |

## Thông tin nhân khẩu
| 1962                                                     | 1968  | 1975  | 1982  | 1990  | 1999  |
| -------------------------------------------------------- | ----- | ----- | ----- | ----- | ----- |
| 2 488                                                    | 2 915 | 2 516 | 2 200 | 2 055 | 1 769 |
| Nombre retenu à partir de 1962 : dân số không tính trùng |       |       |       |       |       |